# Эль-Баша, Абдель-Рахман
Абдель Рахман Эль Баша (фр. Abdel Rahman El Bacha; род. 23 октября 1958, Бейрут) — франко-ливанский пианист.
Сын музыкантов. В 1967 г. начал заниматься у пианистки и педагога Зварт Саркисян, которая, в свою очередь, была ученицей Маргерит Лонг. В 1974 г. Эль Баша отправился продолжать своё музыкальное образование в Парижскую консерваторию (класс Пьера Санкана). В 1978 г. он принял участие в Конкурсе пианистов имени королевы Елизаветы, где занял первое место.
Репертуар Эль Баша простирается от произведений Баха до музыки Прокофьева, однако сам он полагает, что два наиболее существенных для него автора — это Бетховен и Шопен, эти, по словам Эль Баша, «инь и ян классической музыки». Среди наиболее впечатляющих достижений Эль Баша — исполнение полного собрания сочинений Шопена для фортепиано соло в течение шести вечеров подряд (было предпринято в марте 2002 г. в Нанте).
В 1981 г. Абдель Рахману Эль Баша было предоставлено во Франции двойное гражданство; он живёт преимущественно в Париже.